# Catedral de Braga
La Catedral de Braga, distrito de Braga, en Portugal está considerada como un centro de irradiación episcopal y uno de los más importantes templos del románico portugués, su historia se remonta a la obra del primer obispo, Pedro de Braga (posteriormente, declarado santo), correspondiéndose la restauración de 1070, de la que no se conservan vestigios. Pertenece a la arquidiócesis de Braga.
En esta catedral se encuentran las tumbas de Enrique de Borgoña, francés y su mujer, Teresa de León, española, los condes de Condado Portucalense, padres del rey Alfonso I de Portugal.
En las dependencias de la antigua casa del Cabildo, mandada construir en el inicio del siglo XVIII por el Arzobispo Rodrigo de Moura Teles, se encuentra el tesoro museo de la catedral.

## Historia

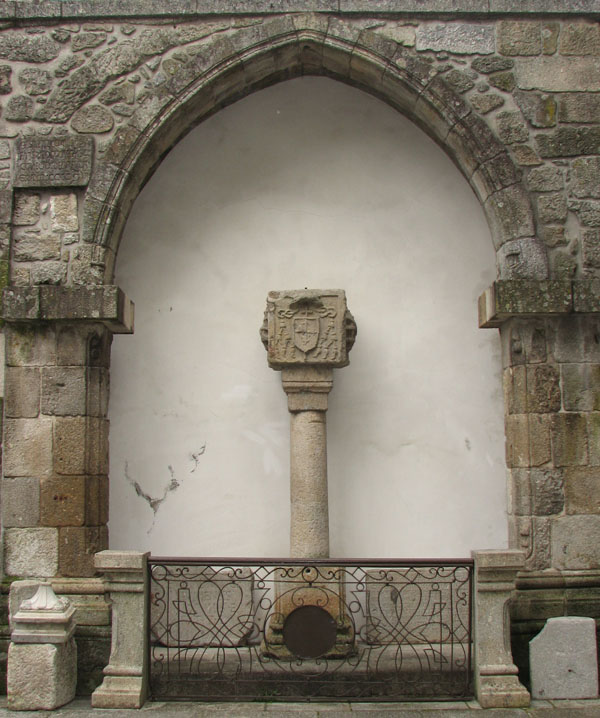
Ruinas de Pelourinho de Braga.

En 1128 fue iniciado un edificio de cinco capillas en la cabecera, por iniciativa de Paio Mendes, parcialmente destruido por el terremoto de 1135. Respetando los cánones arquitectónicos de los Benedictinos clunicenses, los trabajos fueron dirigidos por Nuno Paio.
Más antiguos serían los absidiolos, hoy en el exterior norte, y tal vez algunos elementos del transepto. En 1268 las obras todavía no estaban concluidas. El edificio continuó siendo modificado con algunas intervenciones artísticas, siendo particularmente significativa el exonártex, mandado construir, en la fachada, por Jorge da Costa en los primeros años del siglo XVI y que vendría a ser concluida por Diogo de Sousa. Este último mandó hacer las rejas que ahora la cierran, teniendo aún alterado el pórtico principal, (destruyendo dos de las arquivoltas) y mandado ejecutar el ábside y la capilla mayor, obra de Juan del Castillo datada en el inicio del siglo XVI.
En 1688 se destacan las obras del arzobispo Rodrigo de Moura Teles, que modificó todo el frontal gusto barroco, mandando ejecutar también el cimborrio que ilumina el crucero.

## Características

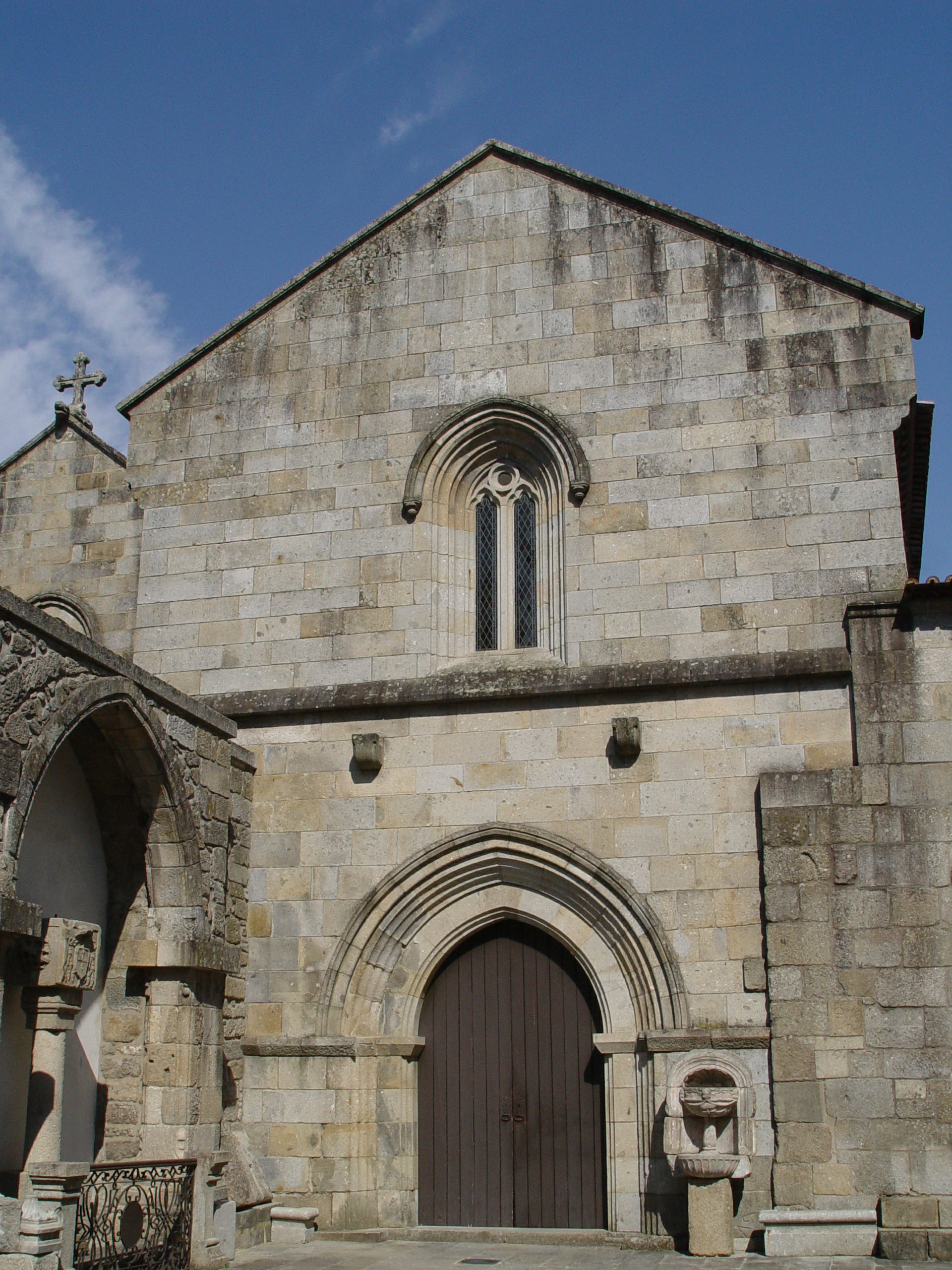
Capilla de San Geraldo.

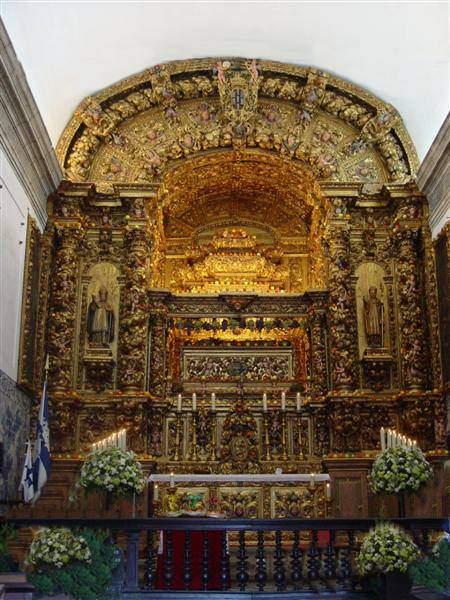
Interior de la Capilla de San Geraldo.

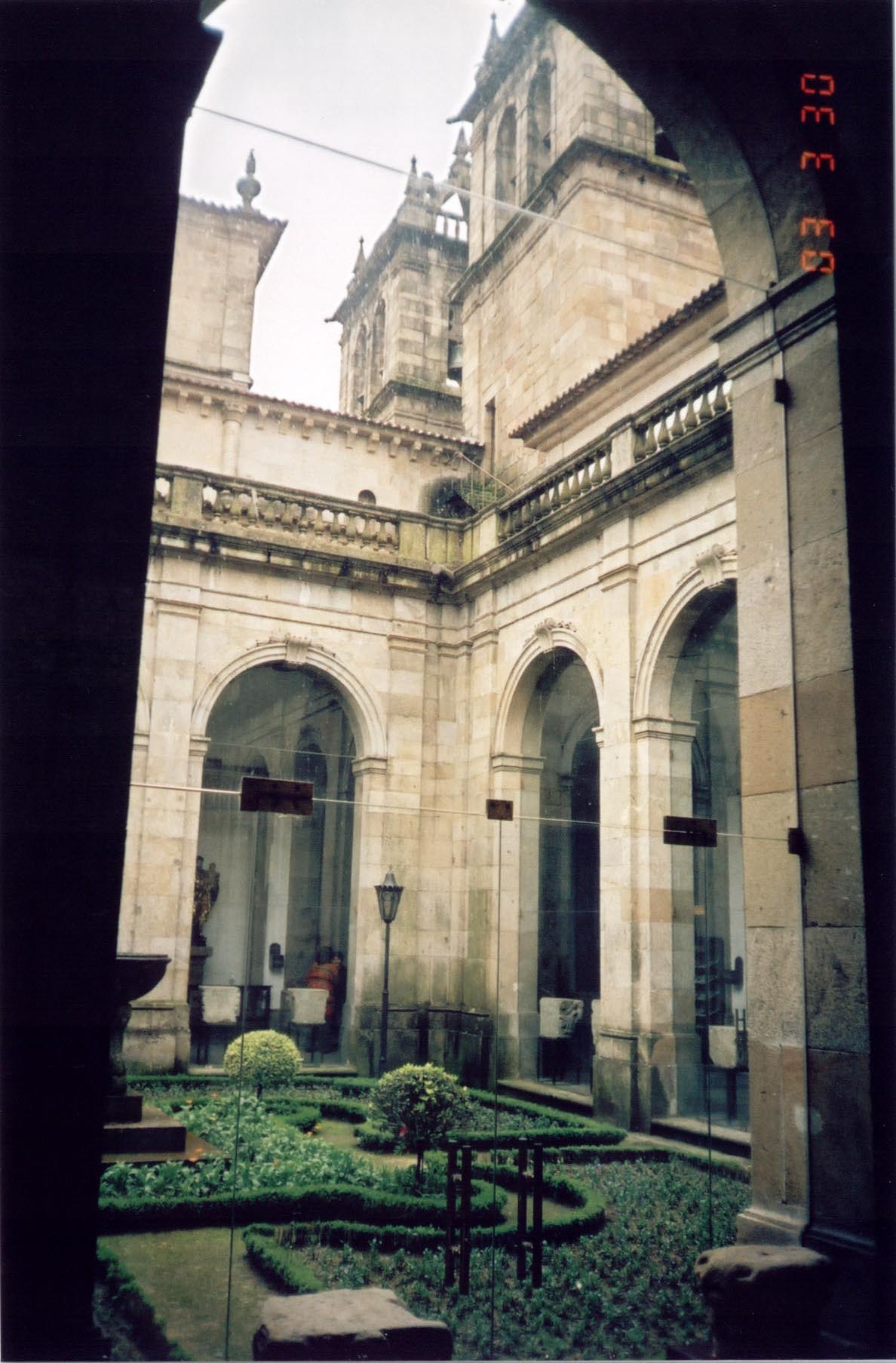
Claustro.

### Templo Principal
El templo románico definitivo tenía una fachada clásica, flanqueada por dos torres campanario donde se abre el portal principal. El interior es de tres naves, con seis tramos y con cubierta de madera, transepto desarrollado y una cabecera con el ábside rodeada por dos absidiolos.
Los elementos esenciales de esta traza todavía se conservan hoy, excepto la cabecera. Lo esencial de la escultura románica sobrevivió hasta hoy, estando concentrada en los portales (principal e lateral sur, la llamada Puerta del Sol) y en los capiteles del cuerpo del templo.
La iglesia posee dos órganos de tubos, ambos completamente funcionales: El órgano del Evangelio, de 1737 y el órgano de la Epístola, de 1739 obra de Simón Fontanes y decorados en talla, autoría de Marceliano de Araújo, actualmente funcionando en Semana Santa y bodas además se destaca que en alrededores hay aproximadamente 35 Iglesias, con misas por la mañana, por la tarde y por la noche

### Capilla de San Geraldo
La primitiva capilla, de la cual apenas permanece la estructura de las paredes, fue mandada construir por el arzobispo Geraldo de Moissac, en honor de San Nicolás.
En 1418-1467 el arzobispo Fernando da Guerra, después de ser considerado santo Geraldo de Moissac, dedicó la capilla a este arzobispo de Braga, y el santo sepultado en el retablo principal.
La capilla está decorada en talla barroca. Los azulejos se atribuyen al pintor Antonio de Oliveira Bernardes (1662-1731).
En el suelo está la sepultura de Rodrigo de Moura Teles, arzobispo de Braga.

### Capilla de los Reyes
Capilla gótica, hecha bajo el voto de agradecimiento por la victoria en la Batalla de Aljubarrota, en la cual Juan I de Portugal, prometió la construcción del Monasterio de Santa María da Vitória da Batalla.
Esta capilla fue mandada hacer por el arzobispo de Braga Lorenzo Vicente, que estuvo en la Batalla de Aljubarrota y prometió construir una capilla en Braga, honrando a la Virgen.
En la capilla de los reyes están las tumbas de los padres de Alfonso I de Portugal, primer rey de Portugal, Enrique de Borgoña, y Teresa de León, hija esta última de Alfonso VI el Bravo, rey de León, además de la tumba de Lorenzo Vicente.

### Capilla de Nuestra Señora de la Gloria
Mandada construir por el arzobispo Gonzalo Pereira para su monumento funerario.
El 17 de noviembre de 1331, el Papa Juan XXII, concede a Gonzalo Pereira, a través de la bula Marita tuae devotionis, autorización para gastar 6 000 florines de oro, de las rentas de la mesa arquipiscopal, en la dotación de la capilla que piensa construir.
El arzobispo está sepultado en una tumba gótica, semejante a la tumba de Reina Santa Isabel, en Coímbra.
Fue obra de dos escultores: Maestre Pero y Telo Garcia.

### Capilla de Nuestra Señora de la Piedad
Construida por el arzobispo Diogo de Sousa, en 1513, y donde está su tumba.

### Iglesia de la Misericordia de Braga
Iglesia incluida en el conjunto de la catedral de Braga.

### Claustro
El actual claustro fue construido en el siglo XIX substituyendo otro anterior, gótico, y que ya en el siglo XVIII amenazaba ruina.

### Carillón
El primer carillón fue inaugurado en el siglo XVII. A lo largo de los siglos, los arzobispos de Braga añadieron nuevas campanas, transformando el carrillón en uno de los mayores de Portugal. En 1996 se sustituyeron 23 campanas. Las campanas retiradas a lo largo del tiempo de la catedral y de las iglesias de Braga están reunidas en el museo tesoro de la catedral, que contabiliza más de 200 campanas.

## Cronología
- Siglo XI: construcción de una iglesia episcopal a partir de la iniciativa del obispo Pedro (1070-091), sobre los restos de un gran edificio romano y otro de la Alta Edad Media;
- 1089: consagración;
- 1096-1108: construcción de la capilla de San Geraldo;
- 1118-1137: inicio de la reconstrucción a partir de la iniciativa del arzobispo Paio Mendes;
- 1135: destruidas las torres por terremoto;
- 1210:  Sancho I lega 2.000 morabitinos;
- 1212-1228: reparaciones en la sacristía y claustro, y reconstrucción de la capilla de San Geraldo;
- 1326-1348: Gonzalo Pereira manda construir la capilla tumular, conocida como capilla de la Gloria, junto a la de San Geraldo, así como pintar el coro;
- 1374: Lourenzo Vicente manda construir, junto a la pared norte, en el local donde estaban sepultados los condes Henrique y Teresa, una capilla, la capilla de los reyes;
- Siglo XV: data la tumba del infante Alfonso de Portugal, hijo de Juan I;
- 1416-1467: Fernando da Guerra dotó y restauró la Biblioteca, así como la capilla de San Geraldo;
- 1486-1501: Construcción del exonartex;
- 1505-1532: el arzobispo Diogo de Sousa procede a mejoras en el portal axial, retirándole 2 arcadas y el lucernario;

– reconstrucción de la capilla mayor, sobre un diseño de Juan del Castillo;
– construcción de retablo en piedra;
– restauración de las torres;
– reconstrucción del claustro;
– restauración de la capilla de San Geraldo;
- 1513: construcción de la capilla de Jesús de la Misericordia (Nuestra Señora de la Piedad);
- Siglo XVII (finales): construcción de la sacristía grande;
- 1704-1728: reforma ordenada por Rodrigo de Moura Teles;

– remodelación de las capillas laterales; remodelación de la capilla de San Geraldo;
– aplicación de talla dorada; ejecución de ventanas para mayor entrada de luz;
– ejecución de un cimborrio en el crucero y una cúpula junto al coro alto;
– reforma de las dos torres de la fachada;
- 1721: transferencia de las rejas de la capilla mayor para el exonartex;
- 1737-1738: construcción de los órganos por Frei Simon Fontanes con la colaboración de Marceliano de Araújo;
- 1755: el terremoto de Lisboa de 1755 provoca grietas en las torres;
- 1758-1789: obras en el claustro; destrucción del retablo de la capilla mayor;
- 1930: creación del Museo Tesoro de la Catedral.